# Sweet and Lowdown (album)
Sweet and Lowdown je druhá demonahrávka české skupiny The Fellas (dříve Goodfellas). Album vyšlo v říjnu roku 2009 pod hlavičkou labelu Indies MG Miloše Grubera. Producentem desky je Honza Horáček. Album vyšlo v Čechách v rámci časopisu Rock & Pop a posléze jako speciální eddice pod Indies MG. Demonahrávka včetně speciální edice obsahuje 8 písní přičemž speciální edice obsahovala také remixy Kaye Buriánka ze skupiny Sunshine na píseň Let Me Decide, Jakuba Joshui Johánka ze skupiny 100 Stupňů na píseň Online a Honzy Horáčka na píseň Rollin. Dále skupina doplnila vydání o píseň London Blues. Na desce se podíleli také Jan Ponocný jako autor písně Speakin' Of You, Bradley Stratton ze skupiny Cirkus Praha jako rapper v písni Rollin, Tereza Nekudová jako zpěvačka v písni Rollin', Tokhi jako perkusionista v písni No You Around, Ondřej Smeykal jako hráč na didgeridoo v písni Let Me Decide. 
Z alba dosud vyšel singl No You Around

## Seznam skladeb
1. Let Me Decide – 2:32
2. No You Around – 3:17
3. Online – 3:17
4. Radio Calling – 2:34
5. Rollin' – 3:45
6. Sleepy Hollow – 3:29
7. Speakin' Of You – 2:58
8. My Hands – 3:23

Později přibyly písně:
- London Blues (pouze na speciální edici) – 2:49
- Rollin' remixed by Horace Garphunkel (pouze na speciální edici) – 3:47
- Online remixed by Joshua (pouze na speciální edici) – 3:18
- Let Me Decide remixed by Kay Buriánek (pouze na speciální edici) – 3:30